# Pieter Mulder

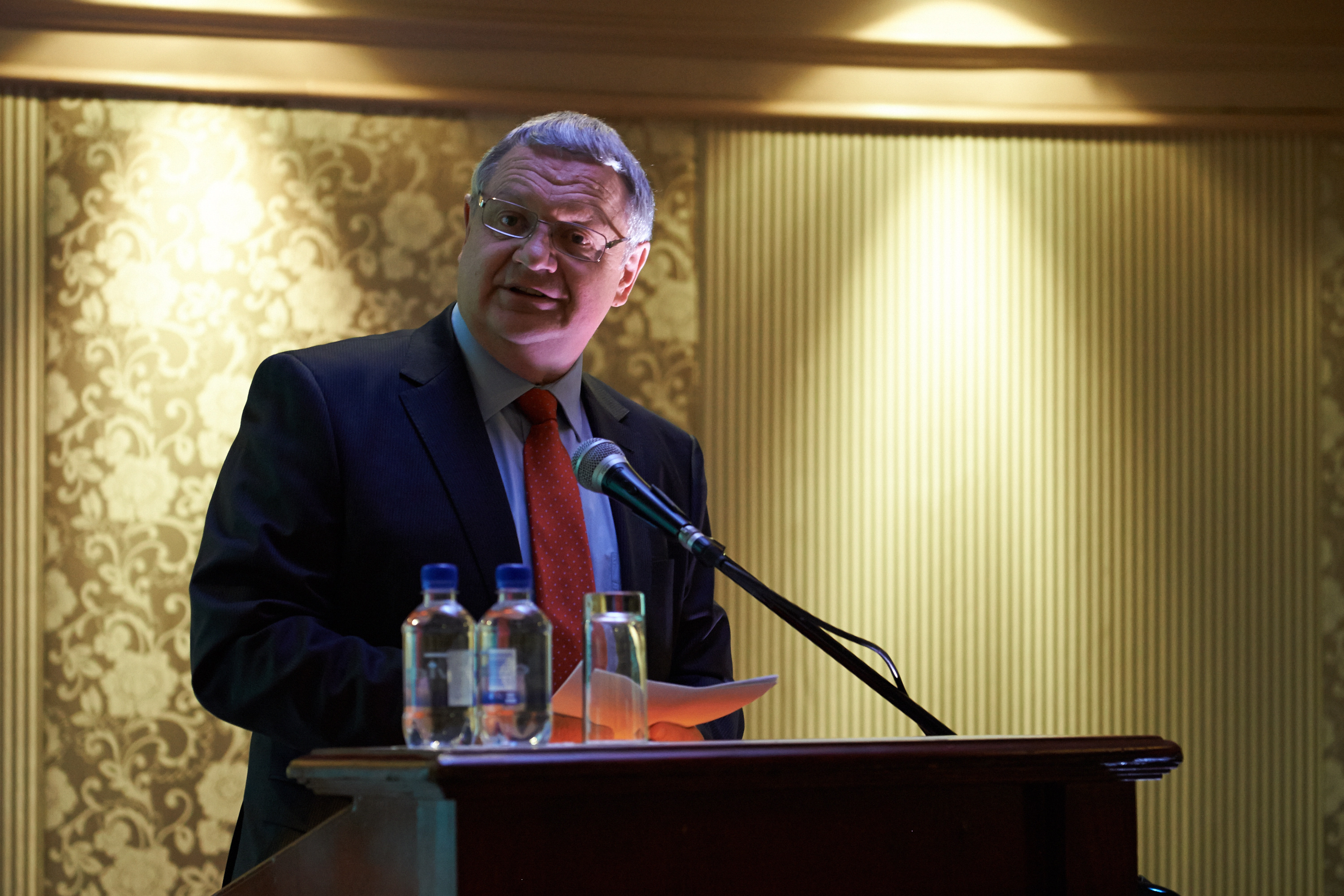
Pieter Mulder, 2013

Pieter Willem Adriaan Mulder (* 26. Juli 1951 in Randfontein) ist ein südafrikanischer Politiker. Er fungiert seit 1988 als Abgeordneter des südafrikanischen Parlaments, von 1988 bis 1994 für die Konserwatiewe Party und seit 1994 für die Vryheidsfront. Darüber hinaus war er 2009 bis 2014 stellvertretender Minister für Land- und Forstwirtschaft sowie Fischerei und von 2001 bis 2016 Vorsitzender der Vryheidsfront Plus.

## Leben
Pieter Mulder wurde 1951 in Randfontein geboren, wo er die Riebeeck High School absolvierte. Er studierte Kommunikationswissenschaften an der Potchefstroom University for Christian Higher Education, an der er 1973 einen B.A.- und 1976 einen M.A.-Abschluss erlangte sowie 1978 promovierte. Ab 1974 wirkte er an der Universität als Dozent sowie, nach einer zwischenzeitlichen Tätigkeit als Post-Doktorand an der University of Wisconsin–Madison, ab 1984 als Professor und Leiter der Abteilung für Kommunikationswissenschaften.
Nachdem er 1985 zunächst in den Stadtrat von Potchefstroom gewählt worden war, gehörte er von 1988 bis 1994 für die Konservative Partei dem südafrikanischen Parlament an. Seit den ersten allgemeinen und freien Wahlen nach Abschaffung der Apartheid am 27. April 1994 vertritt er als Abgeordneter die im März des gleichen Jahres neu entstandene Vryheidsfront Plus (VF+), die er mitgegründet hatte. Im Juni 2001 übernahm er zudem den Vorsitz der Partei, die konservativ ausgerichtet ist und sich als Interessenvertretung der Buren in Südafrika positioniert. Von Mai 2009 bis Mai 2014 war er stellvertretender Minister für Land- und Forstwirtschaft sowie Fischerei in der Regierung von Jacob Zuma. 2016 trat er als Vorsitzender der VF+ zurück.
Pieter Mulder ist verheiratet sowie Vater von einem Sohn und vier Töchtern. Er ist der älteste Sohn von Cornelius Petrus Mulder, der während der Zeit der Apartheid als Parlamentsabgeordneter der Nationalen Partei und als Minister für Information sowie für plurale Beziehungen und Entwicklung (1978) in politischer Verantwortung stand.